# Hymenoloma intermedium
Hymenoloma intermedium là một loài rêu trong họ Dicranaceae. Loài này được Dixon Broth. mô tả khoa học đầu tiên năm 1924.